# Inor Sotolongo
Inor Sotolongo est un percussionniste cubain né à La Havane en 1971, qui réside en France.

## Biographie
Il joue avec d'innombrables artistes sur scène ou en studio, parmi lesquels Rubén González, Omar Sosa, Roberto Fonseca, Dafnis Prieto, Raul Paz, Herbie Hancock, Michel Camilo, Andy Narell, Orquestra do Fubá, Sergent Garcia, Dee Dee Bridgewater, Julia Migenes, Mario Canonge, Patrice Caratini, Nilda Fernandez, Daniel Mille, Lorie, etc.

## Discographie sélective
- Figuraciones, Ernán Lopez Nussa
- Misa cubana, José Maria Vitier
- Birds are returning, Marilyn Lerner
- Santiago Feliu En Vivo, Santiago Feliú
- Canciones de Navidad, Andrés Alen
- 2000 : No Limit, Roberto Fonseca
- 2002 : Expedición, Silvio Rodriguez
- Antigua, Tom & Joyce
- 2003 : Mulata, Raul Paz
- Quem Mando?, Orquestra do Fubá
- 2004 : Week End Tour, Lorie